# اللواء 101 مشاة (اليمن)
اللواء 101 مشاة هو لواء مشاة يمني يتبع المنطقة العسكرية السادسة التابعة القوات المسلحة اليمنية، ويتمركز في محافظة صعدة.

## قادة اللواء
| م | القائد                     | بداية | نهاية |
| - | -------------------------- | ----- | ----- |
| 1 | محمد صالح راسيه            | 2019  |       |
| 2 | اللواء / عادل هاشم القميري | 2007  |       |